# Chrysopa angustipennis
Chrysopa angustipennis is een insect uit de familie van de gaasvliegen (Chrysopidae), die tot de orde netvleugeligen (Neuroptera) behoort. 
Chrysopa angustipennis is voor het eerst wetenschappelijk beschreven door Stephens in 1836. Het taxon geldt echter als een nomen dubium.